# Xylosterculia pilosa
Xylosterculia pilosa là một loài thực vật có hoa trong họ Cẩm quỳ. Loài này được (Ducke) Kosterm. miêu tả khoa học đầu tiên năm 1973.